# Gandolfo da Bologna
Gandolfo da Bologna (fl. XII secolo) è stato un teologo italiano attivo a Bologna nella dagli anni '50 del XII secolo.

## Biografia
Non esistono fonti certe sulla sua vita e quanto si conosce deriva dallo studio delle biografie dei suoi contemporanei.
Egli viene definito magister dagli storici coevi e pertanto se ne desume che dovrebbe essere stato insegnante di diritto canonico all'Università di Bologna. Fra i suoi allievi sembra vi sia stato Uguccione da Pisa. Le sue opere sembra siano state scritte fra il 1170 ed 1185, ma non si conosce altro della sua vita, neanche il luogo e la data della sua morte.